# Quadricalcarifera nachiensis
Quadricalcarifera nachiensis är en fjärilsart som beskrevs av Nobukatsu Marumo 1920. Quadricalcarifera nachiensis ingår i släktet Quadricalcarifera och familjen tandspinnare. Inga underarter finns listade.